# 輸出水産業の振興に関する法律
輸出水産業の振興に関する法律（ゆしゅつすいさんぎょうのしんこうにかんするほうりつ、昭和29年6月2日法律第154号）は、輸出水産業の振興を期するために、輸出水産物の加工度の向上および品質の改善ならびに輸出水産業者の経営の安定を図り、もって国民経済の発展に寄与することに関する法律である。
法令番号は昭和29年法律第154号、1954年（昭和29年）6月2日に公布された。